# Государственная академия наук

Эмблема Лондонского королевского общества — высшей научной организации Великобритании

Государственная академия наук — статус высшего научного учреждения и головного научного центра государства или его административно-территориальной единицы, присваиваемый научному обществу с наделением его особыми полномочиями, правами и обязанностями посредством хартии, закона или иного государственного акта.
Научное общество, которому присваивается статус государственной академии наук, может быть учреждено государством либо этот статус может быть присвоен существующему научному обществу независимо от организационно-правовой формы и формы собственности последнего. В зависимости от уровня нормативного правового акта, на основании которого научное общество учреждено или признано в качестве государственной академии наук, различают академии национального, субнационального и местного уровней. Академии субнационального и местного уровня учреждаются административно-территориальными образованиями, являющимися субъектами более крупного государственного образования. По широте областей знания, в которых члены научного общества считают себя компетентными, различают академии наук комплексного типа и специализированные (отраслевые).
Академии наук, которые не обладают особым статусом и, в отличие от государственных академий наук, действуют на общих основаниях в соответствии с положениями гражданского и международного права, называются общественными академиями наук. Общественные академии наук, действующие на основании международного права, относятся к категории международных академий наук. Последние могут пользоваться патронажем отдельного государства, группы государств, международной организации или частных лиц и фондов.

## Характерные признаки государственной академии наук
Основным признаком, позволяющим отнести то или иное научное общество к категории государственной академии наук, является официальное, как правило, документально оформленное признание данного научного общества государством в качестве высшей научной организации данного государственного образования с наделением научного общества особыми полномочиями в области организации и управления научными исследованиями, а также определенными обязательствами перед государством.
Участие государства в качестве учредителя научного общества не является определяющим признаком государственной академии наук. А именно, государственная академия наук не обязательно учреждается государством; ранее созданное негосударственное научное общество может быть признано государственной академией наук в силу его авторитета в научном сообществе. К примеру, общество естествоиспытателей «Academia Naturae Curiosorum» было образовано группой германских врачей в 1652 году. В 1677 году оно получило официальное признание императора Священной Римской империи Леопольда Первого. Через несколько лет после этого Леопольд наделил общество статусом императорской академии наук с особыми привилегиями (покровительство императора, независимость от местных властей, освобождение от цензуры и проч.) и новым наименованием — лат. Sacri Romani Imperii Academia Caesareo-Leopoldina Naturae Curiosorum. В 2008 году общество получило статус высшей научной организации Германии и было переименовано в «Национальную академию наук „Леопольдина“». Также не является признаком государственной академии наук роль государства в качестве основного источника её финансирования. Научное общество, получившее статус государственной академии наук, может финансироваться как за счет средств государственного бюджета, так и из иных источников, включая членские взносы, пожертвования частных лиц, фондов и коммерческих организаций, доходы от издательской деятельности и оказания научно-исследовательских, научно-производственных и консультационных услуг. Например, систему национальных академий США составляют четыре полугосударственные некоммерческие организации — Национальная академия наук США, Национальная инженерная академия, Национальная академия медицины и Национальный исследовательский совет США. Эти организации учреждены хартией Конгресса США, согласно которой национальным академиям предоставляется значительная свобода действий в обмен на обязательство проводить исследования в области наук или искусств по просьбе федеральных органов государственной власти США. При этом научным организациям, входящим в систему национальных академий, запрещается получать от государства плату за оказание услуг государственным органам, однако последние обязуются оплачивать фактические затраты научной организации на проведение запрошенных исследований и подготовку отчетов об их результатах. В дополнение, в наименовании научного общества, признанного государственной академией наук, не обязательно могут присутствовать слова «государственная», «национальная» или «академия наук». Например, Лондонское королевское общество, Финское научное общество, Королевское общество Канады, Институт Франции.

## Государственные академии наук в разных странах

### Российская Федерация
В современной (2019 год) России функционируют и упоминаются в Федеральных законах (см. ФЗ № 127 [1996], статья 6, и ФЗ № 253 [2013], статья 19), четыре государственные академии наук общенационального уровня:
- Российская академия наук (РАН);
- Российская академия образования (РАО);
- Российская академия архитектуры и строительных наук (РААСН);
- Российская академия художеств (РАХ).

Кроме того, в нескольких (на 2018 год — четырёх) субъектах Федерации действуют государственные академии наук субнационального уровня: в Башкортостане, Якутии, Татарстане и Чеченской Республике.

### СССР
Все академии наук в Советском Союзе были учреждены государством и по умолчанию обладали статусом государственных. Действовали академии союзного и республиканского уровня, деятельность которых финансировалась из государственного бюджета страны или союзной республики, соответственно.